# Wageningen
Wageningen je město v Nizozemsku v provincii Gelderland, známé jako centrum zemědělského a potravinářského výzkumu.

## Poloha
Město leží na severním břehu Dolního Rýna (v nizozemštině Nederrijn), jednoho ze tří hlavních ramen Rýna. Severně od města se rozkládá z větší části zalesněná pahorkatina Veluwe, která zasahuje až na okraj města (Wageningse Berg).

## Historie

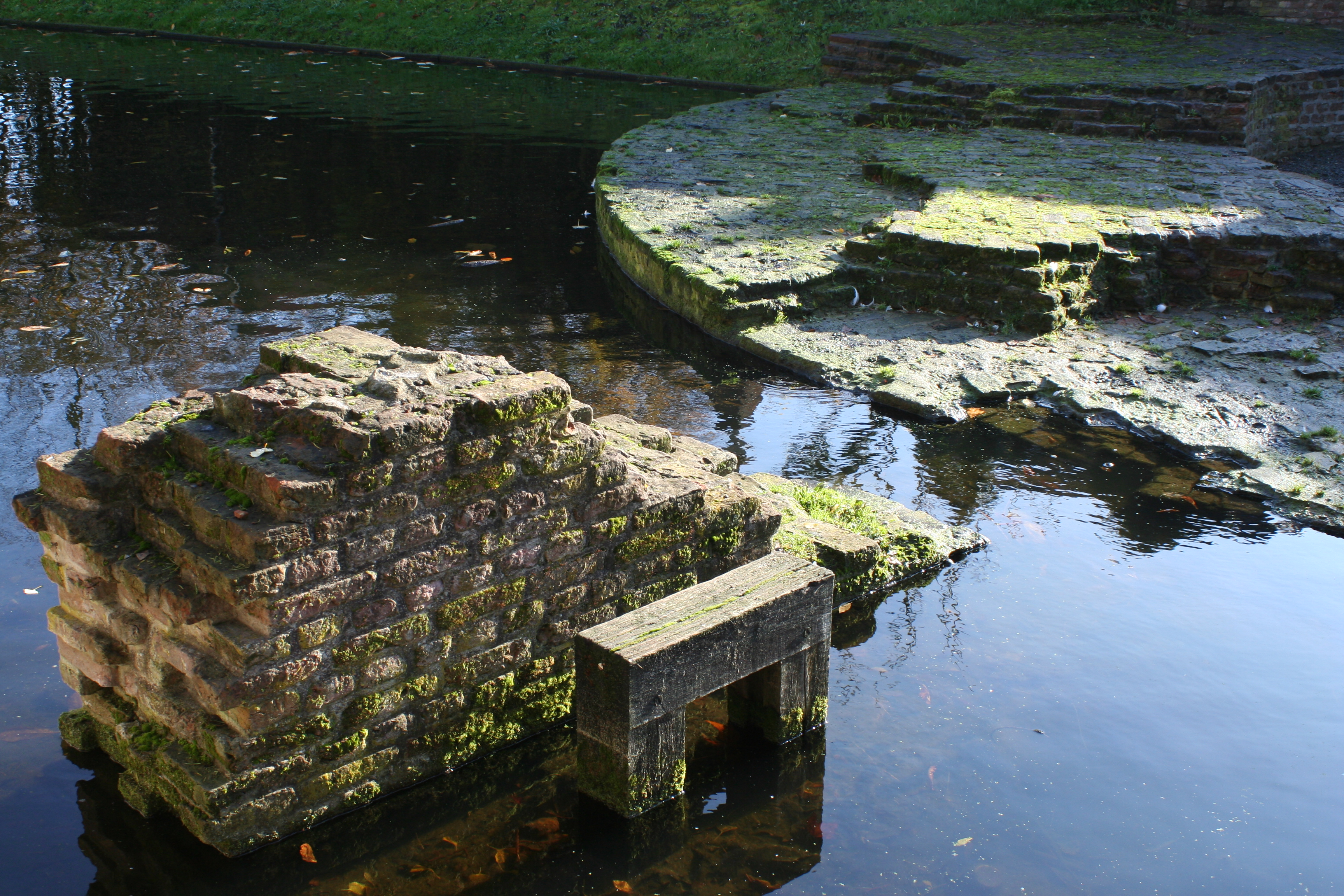
Zbytky hradu a městského opevnění

První zmínka o osídlení v oblasti města pochází z roku 828, rozkládalo se severně od dnešního centra. Během středověku byl na kopci nad Rýnem postaven kostel, v jeho okolí byly objeveny zbytky dřevěných zemědělských usedlostí. Městská práva obdržel v roce 1263. Město bylo chráněno hradbami a vodním kanálem. V roce 1526 byl postaven hrad, který ale v 17. století zanikl. Dnes jsou patrny jen zbytky základů tří věží a části opevnění.
V roce 1876 byla založena zemědělská škola, která od roku 1918 jako Landbouwhogeschool Wageningen poskytovala vyšší vzdělání a později se změnila ve Wageningenskou univerzitu. Tyto instituce významně napomohly rozvoji města a jeho přeměně na centrum výzkumu a moderní zemědělské výroby. Wageningen se významně zapsal do dějin druhé světové války. 5. května 1945 byla v Hotelu de Wereld podepsána kapitulace německých vojsk generála Blaskowitze a byla tak ukončena válka v Nizozemsku. 5. květen je v Nizozemsku slaven jako Den osvobození (Bevrijdingsdag), oslavy probíhají ve Wageningenu.

## Současnost

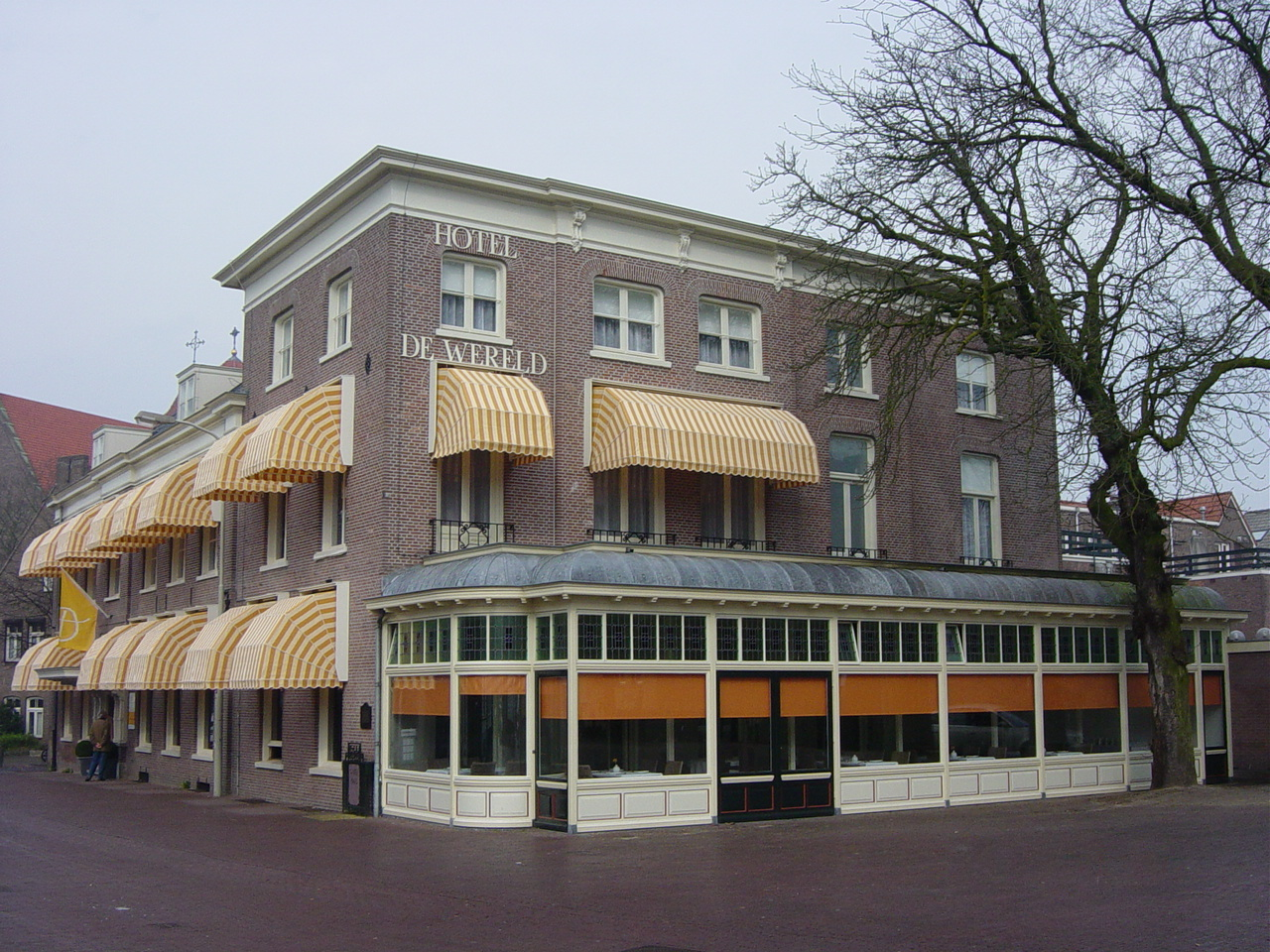
Hotel de Wereld

Dnes ve městě žije asi 36 tisíc obyvatel. Významnou institucí je Wageningenská univerzita a výzkumné centrum (oficiální název Wageningen University and Research Centre, nizozemsky Wageningen Universiteit en Researchcentrum). Zaměstnává asi 6500 lidí a počet studentů dosahuje asi 9500. Zaměřuje se zejména na výzkum potravinářských technologií, biotechnologií, ochrany přírody a výživy. Řeší se zde nejen přírodovědecké, ale i sociálně-ekonomické aspekty, což vystihuje motto For quality of life. Úzce spolupracuje také s vládními a mezinárodními institucemi a firmami. Město je centrem oblasti s intenzivní zemědělskou výrobou a na ni vázaných potravinářských provozů (zvané Food Valley). 
 
 

## Události
Ve den konce druhé světové války v Nizozemsku, 5. května, se ve městě každoročně konají velkolepé oslavy. Jejich součástí je přehlídka za účasti vojenských veteránů, kulturní akce a hudební festival.

## Pamětihodnosti
- kostel na náměstí (Grote Kerk)
- Hotel De Wereld, místo ukončení druhé světové války v Nizozemsku
- muzeum historie města De Casteelse Poort na místě bývalého hradu
- větrný mlýn de Vlijt

## Osobnosti
- Johannes de Raey (narozen 1622) - filozof
- August Falise (narozen 1875) - sochař
- Eline Flipseová (narozena 1954) - filmová režisérka
- Bart Voskamp (narozen 1968) - cyklista

## Sport
Ve městě působil profesionální fotbalový klub FC Wageningen, který v letech 1939 a 1948 vyhrál nizozemský pohár KNVB. V roce 1992 však zkrachoval.